# Sunaristes tranteri
Sunaristes tranteri är en kräftdjursart som beskrevs av Hamond 1972. Sunaristes tranteri ingår i släktet Sunaristes och familjen Canuellidae. Inga underarter finns listade i Catalogue of Life.